# Пандо Младенов (революционер)
 Тази статия е за българския революционер.  За внука му, българо-канадски общественик, вижте Пандо Младенов.  
Пандо Младенов е български революционер от Македония, деец на Вътрешната македоно-одринска революционна организация.

## Биография
Роден е в драмското село Търлис, Гърция. Влиза във ВМОРО и е активен деец на организацията в района. През Балканските войни е кмет на Търлис. Затворен от новите гръцки власти в Драма. Успява да избяга и се установява в Неврокоп, Свободна България. Умира в 1920 година. Внук от сина му Иван е българският общественик Пандо Младенов.